# Dacht-i-Navar
Dacht-i-Navar es un grupo volcánico de 15 domos de lava traquiandesita ubicado al suroeste de Kabul, en el país asiático de Afganistán. Los domos de lava se encuentran a lo largo de la margen sur del Dacht-i-Navar.
La fecha de su última erupción es desconocida.
Un terremoto de magnitud 6 grados golpeó el Grupo Dacht-i-Navar el 6 de octubre de 2008.